# Upplands runinskrifter NOR1996;17A
Upplands runinskrifter NOR1996;17A är ett vikingatida runristat myntliknande föremål av koppar funnet i kvarteret Gertrud 3, Sigtuna och Sigtuna kommun. Dess diameter är 21-23 millimeter och tjockleken 1 millimeter. Föremålet väger 4 gram. Troligen är fyndet från 1000-talet. U NOR1996;17A är inte ett mynt i egentlig mening utan snarare en provprägling. Utseendemässigt påminner det om de mynt Olof Skötkonung lät prägla i Sigtuna. Det förvaras nu på Sigtuna museum.

## Inskriften
Translitterering av runraden:
burn
Normalisering till fornvästnordiska:
Biorn
Översättning till nusvenska:
Biorn